# 勒梅尼勒 (芒什省)
勒梅尼勒（法語：Le Mesnil，法語發音：[lə mɛnil]）是法国芒什省的一个市镇，属于瑟堡区。

## 地理
勒梅尼勒（49°22'9"N, 1°41'41"W）面积3.45 平方千米，位于法国诺曼底大区芒什省，该省份为法国西北部沿海省份，西、北、东北三面环大西洋，东起顺时针与卡爾瓦多斯省、奧恩省、马耶讷省和伊勒-维莱讷省接壤。
与勒梅尼勒接壤的市镇（或旧市镇、城区）包括：菲耶维尔莱米讷、滨河圣乔治、科唐坦地区圣莫里斯、滨海巴伊港。

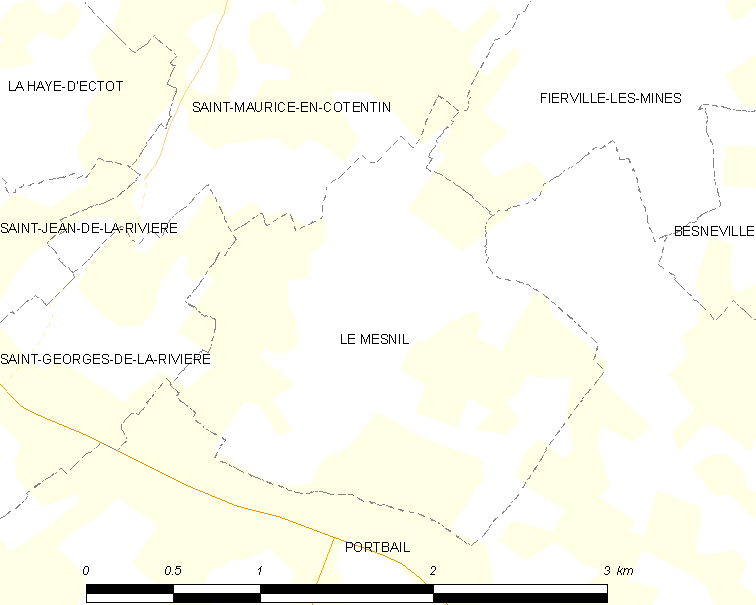
的OSM定位图

勒梅尼勒的时区为UTC+01:00、UTC+02:00（夏令时）。

## 行政
勒梅尼勒的邮政编码为50580，INSEE市镇编码为50299。

## 政治
勒梅尼勒所属的省级选区为莱皮约县。

## 人口

1962-2008年间人口变化图示

勒梅尼勒于2022年1月1日时的人口数量为204人。